# Талман, Джон
Джон Талман (англ. John Talman; июль 1677, Вестминстер, Лондон — 3 ноября 1726, Лондон, Великобритания) — британский антиквар и коллекционер произведений искусства.

## Биография
Старший сын известного архитектора эпохи барокко Уильяма Талмана. Получил образование в Итоне.
В 1709—1717 годах жил и путешествовал по Италии, собирая предметы старины, стал другом любителя антиквариата папы римского Климента XI. После возвращения на родину, был одним из основателей и членом Лондонского общества антикваров, учрежденного в поддержку национальных музеев, библиотек и галерей, долгое время бывшего основным хранилищем древних артефактов, графики, редких книг, манускриптов и картин.
В Лондонской Национальной портретной галерее сохранилась картина работы Джузеппе Грисони, на которой изображено семейство Талманов. Джон Талман в центре между отцом Уильямом (сидит, слева) и его сестрой Фрэнсис и матерью Ханной (справа).